# Zero in condotta (film 1933)
Zero in condotta (Zéro de conduite) è un film del 1933, diretto da Jean Vigo. Stroncato dalla censura come "antifrancese", è uscito nelle sale solo nel dopoguerra.

## Trama
Finiscono le vacanze ed è tempo per alcuni ragazzini di ritornare al collegio, luogo austero dove i tutori, adulti ottusi, infliggono loro punizioni severe e li privano della libertà e della creatività. Quattro ragazzi, puniti con uno "zero" in condotta, decidono di ribellarsi, complice un nuovo sorvegliante, Huguet (Jean Dasté), più vicino alla mentalità dei giovani che a quella rigida degli altri adulti. Si scatena così una battaglia il giorno della festa del collegio, dove gli adulti hanno la peggio e i ragazzi possono correre per i tetti, finalmente liberi.
L'inizio del racconto di Vigo sottolinea la spensieratezza giocosa dell'infanzia: il treno che riporta due ragazzi a scuola dopo le vacanze è teatro dei loro scherzi. Alla stazione si profila la severità del collegio che accoglie i ragazzi allineati in fila per due, ma anche la figura stravagante del nuovo istitutore Huguet. La camerata di notte porta in primo piano le figure di tre giovanissimi protagonisti (Caussat, Colin e Briel) sottoposti alle punizioni del “Censore”.
È nella ricreazione che ha inizio il complotto dei tre, apparentemente coperti dall'insegnante Huguet, che, oltre a imitare il celebre Charlot, si dimostrerà addirittura capace di fare la verticale sulla cattedra tra l'entusiasmo dei ragazzi, che avrà fine all'ingresso dell'altro insegnante che, con tutt'altro stile, punirà più tardi i ragazzi con il solito zero in condotta e la proibizione di uscire di domenica. La presentazione del rettore del collegio è uno dei momenti più divertenti del film; egli arriva quando i ragazzi sono in procinto di uscire con il giovane maestro, che, lasciatili soli, passeggia svagato e corteggia una signora. Altro personaggio grottesco nel corpo docente è “Cornacchia”, sorpreso a derubare i ragazzi dei loro dolci e punito, con una rappresaglia a base di colla, dai ragazzi stessi. Il vitto del collegio scatena una reazione scomposta e canzonatoria.
Le attenzioni ambigue del professore di scienze provocano una violenta reazione verbale (Y a la merde, anagramma del cognome del padre anarchico di Vigo Miguel Almereyda) di altro giovanissimo protagonista (Tabart), presentato fin dalla scena della stazione con tratti delicatamente effeminati, che viene così definitivamente accettato dai tre ribelli. L'azione giunge al suo culmine: i quattro ragazzi organizzano una rivolta in occasione della festa della scuola, in cui manichini ed esibizioni circensi sottolineano l'impasse espressiva di un potere definitivamente messo alla berlina, e fuggono sui tetti, verso i cieli sereni di una nuova libertà.

## Analisi
Gianni Volpi ha scritto che Zero in condotta «è il film della rivolta. È il film assoluto dell'infanzia cui molti devono molto, compreso il Truffaut dei 400 colpi. (...) Film maledetto, Zéro de conduite è potuto uscire solo nel '46, alla Liberazione». Da aggiungere che nel film Gli anni in tasca, che contiene delle vere e proprie citazioni, come le corse sfrenate dei bambini e il loro ingenuo voyeurismo, Truffaut utilizza lo stesso musicista del film di Vigo, Maurice Jaubert. Citazioni-omaggio di situazioni le troviamo anche in Salto nel vuoto di Marco Bellocchio nella scena del «passato dei ricordi d'infanzia, simboleggiato dai bambini che invadono le stanze» e, in tal caso va aggiunto, alla loro guerra con i cuscini dai quali esce una "nevicata" di piume.
Jaubert ha avuto modo di rivelare un segreto nella partitura musicale per quanto riguarda la scena dei bambini in rivolta. «Volendo utilizzare una sonorità irreale, una volta terminata la musica necessaria, la trascrisse a rovescio, in modo che l'ultima battuta diventasse la prima, e la prima l'ultima (...). La rivolta nel dormitorio fu memorabile sia per la musica sia per la sinfonia in bianco delle sue immagini, in cui ragazzi in camicia, ripresi con ritmo rallentato, saltano in mezzo alle piume uscenti dai cuscini sventrati».